# 埃爾克倫海茨 (愛荷華州)
埃爾克倫海茨（英語：Elk Run Heights）是一個位於美國愛荷華州布萊克霍克縣的城市。

## 地理
埃爾克倫海茨的座標為42°28′07″N 92°15′26″W / 42.46861°N 92.25722°W，而該地的平均海拔高度為259米（即850英尺）。

## 人口
根據2010年美國人口普查的數據，埃爾克倫海茨的面積為2.75平方千米，均為陸地。當地共有人口1117人，而人口密度為每平方千米406人。